# 宽带斑捻螺
宽带斑捻螺（学名：Punctacteon kajiyamai）为捻螺科斑捻螺属的动物。分布于日本以及中国大陆的南海海域、海南等地，属于暖水性种。其常见于潮间带-潮下带浅水区砂质底。